# Tuddenham St. Martin
Tuddenham St. Martin är en by och en civil parish i distriktet East Suffolk, Suffolk, England. Civil parish har 337 invånare (2001).